# Guy Ier Chabot
Pour les articles homonymes, voir Guy Ier et Chabot.
Pour les autres membres de la famille, voir Famille Chabot.
Guy Ier Chabot de Saint-Gelais né en 1514 et mort le 6 août 1584, deuxième baron de Jarnac, seigneur de Montlieu, Saint-Gelais, Saint-Aulaye et autres lieux, est un gentilhomme français.

## Biographie
Guy Chabot est le deuxième fils de Charles Ier Chabot et de Jeanne de Saint-Gelais.
Il est nommé chevalier de l'ordre de Saint-Michel, sénéchal du Périgord, guidon de la compagnie de son oncle, l'amiral de Brion, et capitaine de 80 lances des ordonnances.
Il passe à la postérité grâce à sa célèbre botte, le « coup de Jarnac » qui lui permet de vaincre en duel François de Vivonne, frère de Charles, seigneur de La Châtaigneraie, le 10 juillet 1547 au château de Saint-Germain-en-Laye. L'expression est restée dans le vocabulaire courant.
Il est confirmé en 1569 dans ses charges de premier gentilhomme de la chambre du roi Charles IX et du duc d'Orléans, de capitaine de 50 hommes d'armes des ordonnances, de gouverneur et lieutenant-général pour le roi en la ville de La Rochelle et pays d'Aunis, de maire perpétuel de Bordeaux et de capitaine du château du Hâ.

## Mariage et descendance
Il épouse, le 28 février 1540, Louise de Pisseleu, fille de Guillaume de Pisseleu, seigneur d'Heilly, et de Madeleine de Laval, dont il a trois enfants :
- Léonor Chabot, troisième baron de Jarnac ;
- Charles Chabot, mort sans postérité ;
- Jeanne Chabot, mariée en 1560 à René d'Anglure, seigneur de Givry, tué à la bataille de Dreux en 1562, puis en 1564, à Claude de La Chastre, gouverneur d'Orléans et maréchal de France, mort après 1610[4].

Il se remarie ensuite avec Barbe Cauchon de Maupas.

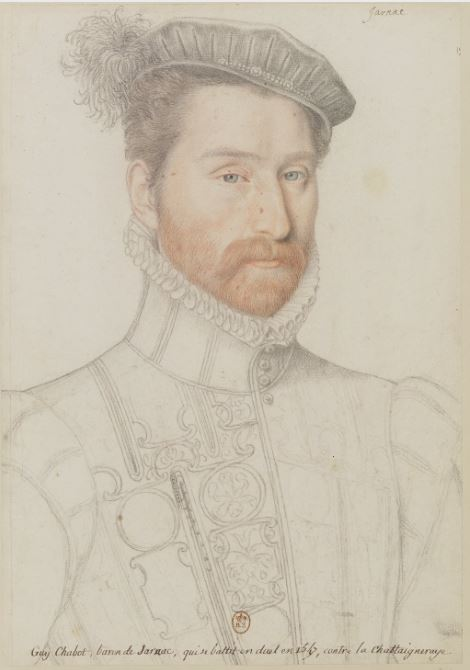
École française du XVIe siècle, Guy Chabot, baron de Jarnac, dessin, Paris, BnF.